# Kis meténg
A kis meténg (Vinca minor) a meténgfélék (Apocynaceae) családjába tartozó növényfaj. Más megnevezései: örökzöld meténg, télizöld meténg, kis télizöld.

## Élőhelye
Félszáraz-üde gyertyános–tölgyesekben, ligetekben gyakori. Kedveli a párás, védett fekvést.

## Elterjedése
Közép-, Nyugat- és Dél-Európa. A Börzsönyben és a Mátrában megtalálható növényfaj.

## Jellemzői
Örökzöld, évelő félcserje.
- Hajtásai indaszerűen kúsznak, legyökereznek.
- Levelei elliptikusak, kopaszak, bőrneműek, fényesek, keresztben átellenes állásúak. Kertészeti fajtái között fehérrel szegélyezett, ill. márványos levelűek is találhatók.
- Virága liláskék, öt pártacimpával; a cimpák ferdén csapottak. Kertészeti fajtái között más virágszínűek (fehér, bordó, lila) is megtalálhatók. Április–májusban virágzik.
- Termése kettős tüsző.

Ültetve könnyen kivadul.

Mérgező.

## Felhasználása
- Dísznövényként kertekbe, temetőbe ültetik. Árnyéktűrő, árnyéki gyeppótlónak is alkalmas.
- Gyógynövény, drogja a szárított, leveles hajtás (Vincae minoris herba). Több mint 30 alkaloidot tartalmaz, gyógyászatilag jelentősek a vinkamin, izovinkamin és vincin. A gyógyszeripar vérnyomáscsökkentőt készít belőle (Dopegyt), amelynek előnye hogy tartós szedés esetén sincsenek kellemetlen – levertséget előidéző – mellékhatásai. A Vinca-alkaloidok sejtosztódást gátló hatásuk révén a rák elleni küzdelemben is fontos szerepet játszanak. A leukémia gyógyításában értek már el vele biztató sikereket.[4]
- Vérnyomáscsökkentő, agyértágító, vizelethajtó hatású. A népi gyógyászatban „vértisztító”, vizelethajtó teakeverékekben és sebgyógyításra használták. Vinkamin alkaloidja kiinduló vegyülete a Cavintonnak.
- Márk Gergely sikerrel nemesítette.

## Hasonló, rokon fajok
- Pusztai meténg (Vinca herbacea)
- Nagy meténg (Vinca major)